# Subaru (rallysport)
Het Japanse merk Subaru is als het Subaru World Rally Team (SWRT) actief geweest in het Wereldkampioenschap Rally.

## Geschiedenis

### Vroege jaren
Subaru´s eerste rallyactiviteiten kwamen tot stand in de vroege jaren tachtig. Het eerste optreden in het WK kwam tijdens de Safari Rally van 1980, waarin de Japanner Takeshi Hirabayashi ingeschreven stond met een Subaru Leone 4WD. Halverwege de jaren tachtig begon de fabriek zich steeds meer te bemoeien met diens sportieve activiteiten en onder de naam van Fuji Heavy Industries begon Subaru zich met de RX Turbo te profileren in rally´s die buiten Europa werden verreden. Het eerste echte grote resultaat werd neergezet tijdens de Safari Rally in het seizoen 1986, waarin de Keniaanse rallyrijders Mike Kirkland en Frank Tundo als zesde en zevende eindigde in het evenement en Subaru winnaar werd in hun respectievelijke klasse. Het beste resultaat werd neergezet door Possum Bourne, die als derde eindigde in de Rally van Nieuw-Zeeland in het seizoen 1987, de enige podiumplaats op naam van de RX Turbo.

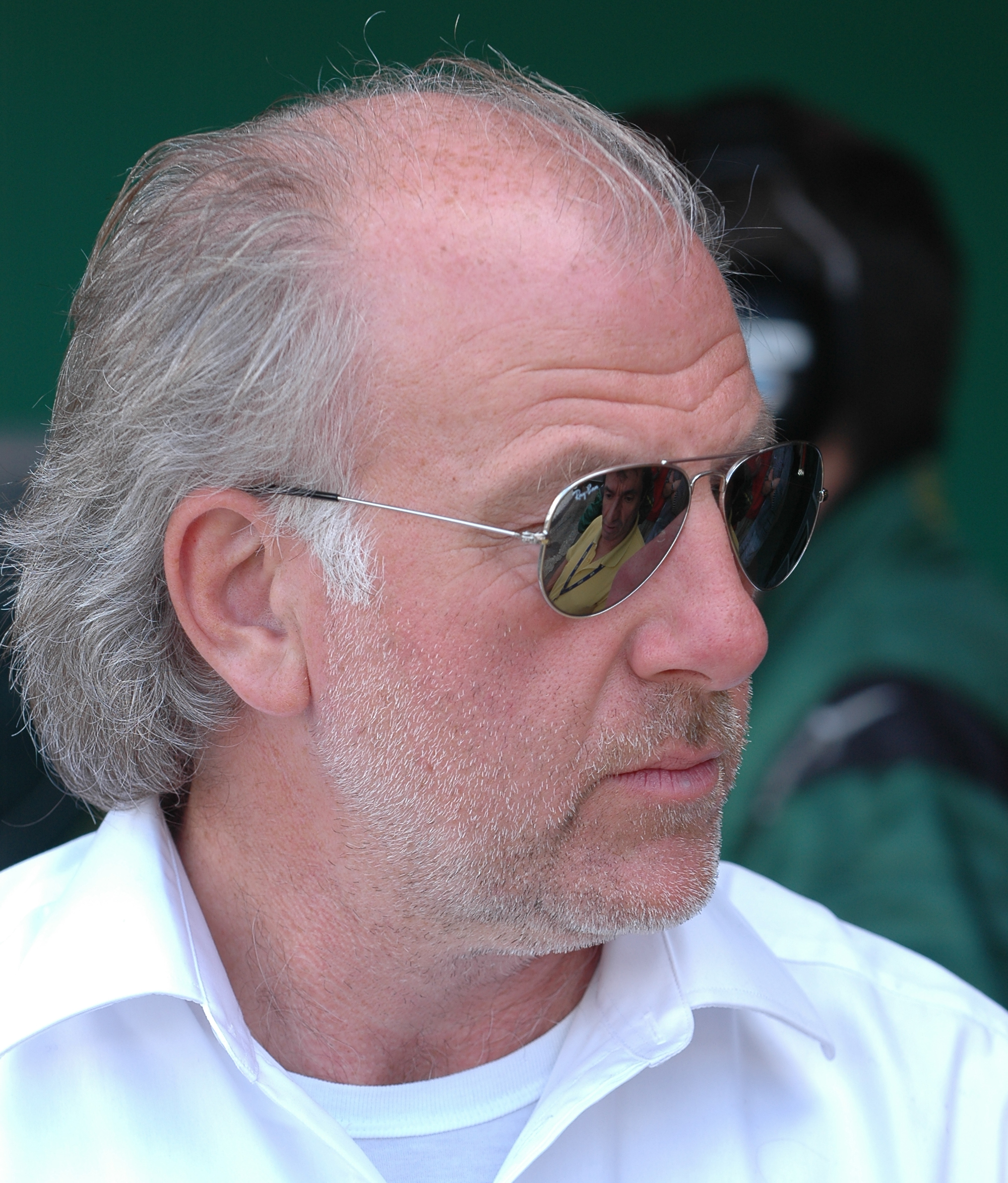
David Richards

In September 1989 ontstond er een reorganisatie binnen de sportieve activiteiten van Subaru, waarin het Britse Prodrive, het team onder leiding van David Richards, de gehele operatie overnam. In het seizoen 1990 debuteerde Subaru zich in nieuwe vorm in het WK-Rally, waarmee het team ook aan de start kwam met een nieuwe auto, de Legacy RS. Voornaamste rijder was de Fin Markku Alén, die tot dan toe al vijftien jaar lang actief was voor het Italiaanse Abarth, met Fiat en Lancia. Het eerste seizoen was niet succesvol, maar bij tijden zat de snelheid er aardig in en Alén wist een beste resultaat neer te zetten als vierde tijdens de Rally van Finland. Ook in het seizoen 1991 reed Alén voor het team en behaalde dat jaar zijn beste resultaat tijdens de Rally van Zweden, waarin de Fin als derde eindigde en zo het eerste podium op naam schreef van Prodrive Subaru. Later dat jaar wist Alén nog in drie andere rally´s binnen de top vijf te eindigen en hij werd aan het einde van het seizoen als achtste geklasseerd in het rijderskampioenschap. In het seizoen 1992 werd de rijders line-up veranderd en bestond nu uit de ervaren Fin Ari Vatanen en de jonge Schotse rallyrijder Colin McRae. Het team reed wederom een geselecteerd programma, maar daarin maakte zij in bijna elk optreden een sterke indruk, waarin het met regelmaat punten wist te scoren en zowel met Vatanen als McRae een podiumplaats op naam kon schrijven.

### 1993-1996: Opmars in het kampioenschap

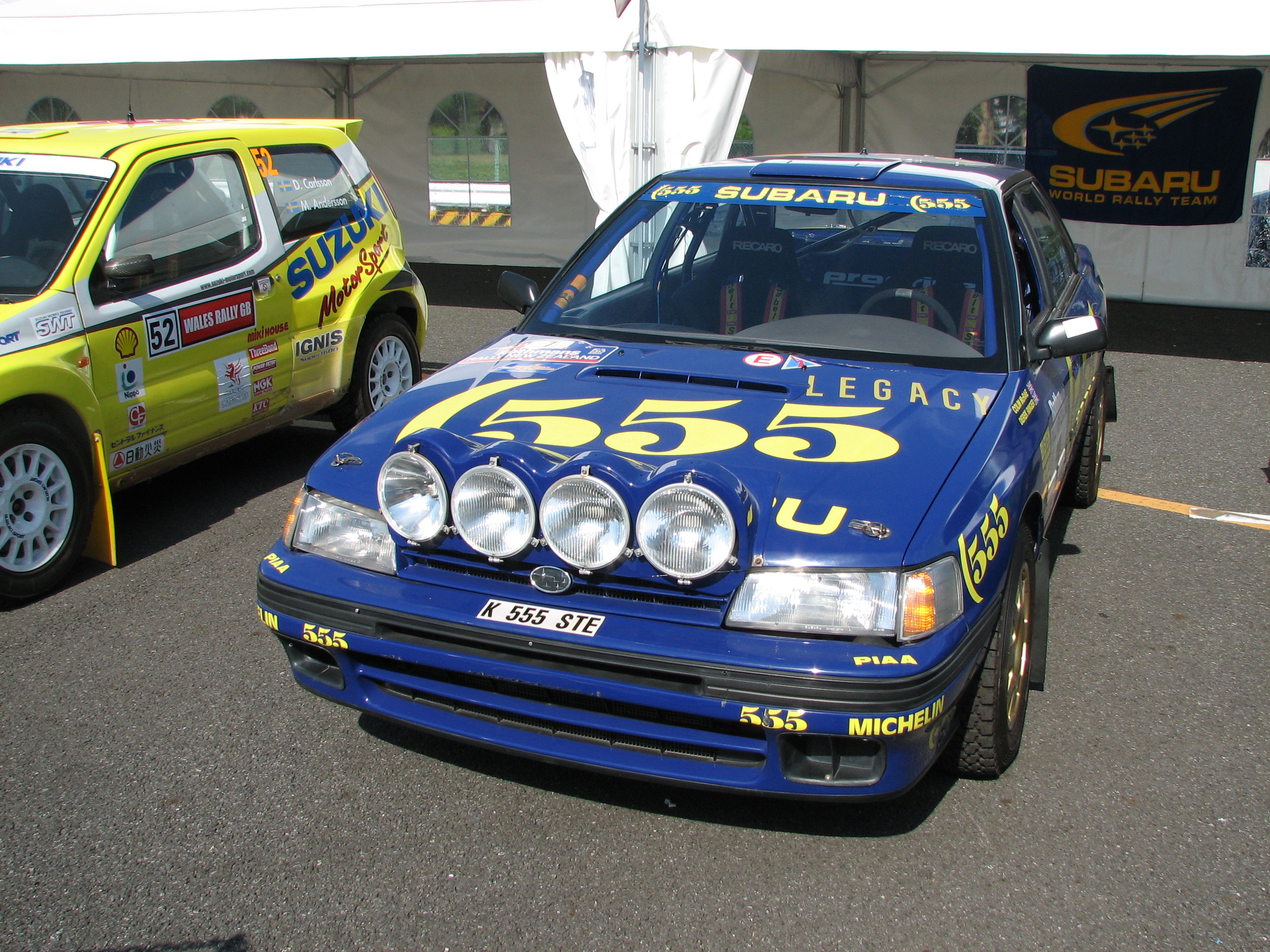
De Legacy RS uit 1993

Vanaf het seizoen 1993, stond Subaru ingeschreven als het 555 Subaru World Rally Team, waarmee het door de sponsoring van State Express 555 de bekende blauw met gele kleurstelling kreeg. Het was ook het eerste jaar waarin Subaru een serieuze poging deed naar succes in het WK, wederom met Vatanen en McRae achter het stuur, met daarnaast ook gastoptredens van Hannu Mikkola, Per Eklund, Possum Bourne en wederom Alén. Het seizoen werd nog gestart met de Legacy RS, die later dat jaar zou worden opgevolgd door het Impreza-model. In Nieuw-Zeeland boekte Subaru haar eerste overwinning, waar Colin McRae in het laatste optreden van de Legacy RS ook zijn eerste zege in het WK kon vieren. In het daaropvolgende evenement in Finland, debuteerde Subaru hun nieuwe Impreza 555 in het kampioenschap met rijders Vatanen en Alén. Terwijl Alén vroegtijdig uitviel, kon Vatanen nog lang voor een overwinning vechten, maar eindigde uiteindelijk tweede achter Toyota-rijder Juha Kankkunen. De goede ontwikkelingen in 1993 bracht hoge verwachtingen met zich mee voor het seizoen 1994. Het team versterkte zich dat jaar met de komst van Carlos Sainz, op dat moment al een tweevoudig wereldkampioen, die hierbij teamgenoot werd van Colin McRae. De Impreza´s eerste overwinning werd geboekt tijdens de Griekse Acropolis Rally, met Sainz achter het stuur; de Spanjaard zijn eerste overwinning in ruim anderhalf jaar. McRae won wederom in Nieuw-Zeeland en boekte aan het einde van het jaar een populaire overwinning in zijn thuisrally in Groot-Brittannië, maar kende tegelijkertijd een wisselvallig seizoen en speelde in tegenstelling tot Sainz geen rol in het rijderskampioenschap. Sainz eindigde daarin uiteindelijk als tweede achter Toyota´s Didier Auriol, terwijl Subaru ook Toyota voor zich moest dulden in het constructeurskampioenschap en daarin eveneens als tweede eindigde. Subaru nam in het seizoen 1995 met hetzelfde rijdersduo deel aan het kampioenschap, maar zag ook sporadische optredens van Richard Burns en Piero Liatti. Het kampioenschap werd op dat moment gedomineerd door Japanse constructeurs, nu ook Mitsubishi zich met hun Lancer Evolution van voren liet zien. Het werd echter voornamelijk een strijd tussen Subaru en Toyota, echter werd Toyota tegen het einde van het seizoen betrapt op het gebruik van illegale onderdelen, met als gevolg dat ze gediskwalificeerd werden uit het kampioenschap en zo de titelstrijd in handen lieten van Subaru-rijders McRae en Sainz. In de voorlaatste ronde, in Spanje, won Sainz voor thuispubliek terwijl McRae tweede eindigde. Dit zorgde voor een gelijk puntenaantal met ingang van de laatste ronde, waarin McRae zich manifisteerde tot Subaru´s eerste wereldkampioen, toen hij zegevierde in het evenement en daarmee Sainz versloeg in het kampioenschap. Mede door de diskwalificatie van Toyota kon Subaru ook hun eerste constructeurstitel op naam schrijven.

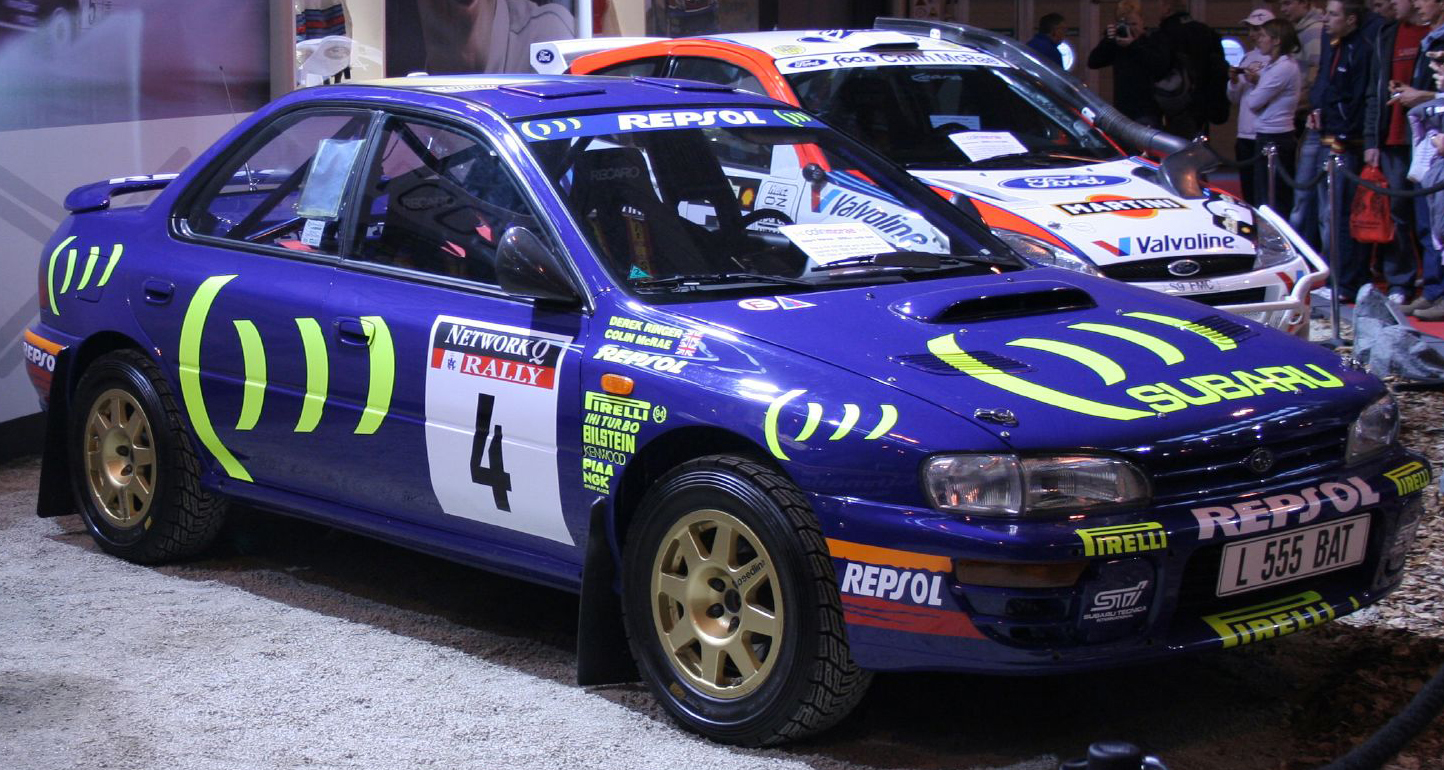
Colin McRae´s Impreza 555 uit het seizoen 1995

Sainz verliet voor het seizoen 1996 Subaru voor het team van Ford, en McRae kreeg als wereldkampioen de status als de te kloppen binnen het team. Hij kreeg ditmaal de ervaren Kenneth Eriksson en Piero Liatti als vaste teamgenoten. Bij vlagen was McRae een dominante verschijning op de rallypaden, maar de Schot schreef voor Subaru slechts drie WK-rally´s op naam dat jaar en bewees dat de druk als regerend wereldkampioen op verschillende momenten zijn tol eiste, wat namelijk regelmatig uitliep op een crash. Ondanks het wisselvallig seizoen voor McRae, waarin hij nu achter Mitsubishi-rijder Tommi Mäkinen als tweede eindigde, won Subaru mede door de consistente optredens van Eriksson en Liatti wederom de titel bij de constructeurs in het laatste jaar onder de Groep A reglementen en daarmee tevens die van de succesvolle Impreza 555.

### 1997-2005: Gevestigde naam
In het seizoen 1997 introduceerde Subaru alleen samen met Ford aan het begin van het jaar een World Rally Car in het kampioenschap; een nieuwe klasse opgezet door de FIA. Subaru continueerde met het Impreza-model, maar nu in radicale nieuwe vorm. Het behield dat jaar de diensten van McRae, Eriksson en Liatti. Het seizoen begon succesvol voor Subaru, met een eerste overwinning voor Liatti in de openingsronde in Monte Carlo, een thuiszege voor Eriksson in de daaropvolgende ronde in Zweden en vervolgens een triomf voor McRae in de altijd slopende Safari Rally, wat neerkwam op drie overwinningen uit de eerste drie optredens van het seizoen. Naderhand liep het seizoen voor titelfavoriet McRae wederom wisselvallig uit. Na een reeks van opgaves, voornamelijk te wijten aan technische mankementen, wist McRae de laatste drie rally´s van het seizoen op naam te schrijven en eindigde slechts op één punt van Mitsubishi´s Tommi Mäkinen wederom op een tweede plaats in het rijderskampioenschap. Eriksson won dat jaar ook nog in Nieuw-Zeeland en hielp mede daarom Subaru´s derde constructeurstitel op rij binnen te slepen. Het seizoen 1998 markeerde het laatste jaar waarin McRae actief was voor het team. Liatti werd dat jaar de vaste tweede rijder binnen het team, terwijl Eriksson alleen nog in Zweden een gastoptreden onderging voor het team, voordat hij vertrok naar Hyundai, terwijl later dat jaar ook Ari Vatanen en Colin McRae´s jongere broer Alister McRae eenmalige optredens voor Subaru zouden maken. Subaru werd gedurende het seizoen steeds meer geteisterd door technische problemen aan de Impreza WRC, onder de grote frustratie van kopman McRae, die ondanks drie overwinning niet constant kon zijn in diens resultaten en ditmaal derde in het kampioenschap eindigde achter voormalig teamgenoot Carlos Sainz voor Toyota en een derde titelzege voor Tommi Mäkinen. Ook door de relatief tegenvallende prestaties van Liatti, viel Subaru in het constructeurskampioenschap ook langs de boot, waarin het ditmaal slechts als derde eindigde. Het team van Subaru zou uiteindelijk voor het seizoen daarop voor een geheel andere rijders line-up kiezen.
McRae nam de overstap naar Ford, die dat jaar zijn Focus-model in het kampioenschap introduceerde, terwijl Subaru dat jaar zijn vertrouwen legde in de diensten van Richard Burns en viervoudig wereldkampioen Juha Kankkunen, die op zijn beurt het team van Ford had verlaten om plaats te maken voor McRae. Daarnaast maakte de Belg Bruno Thiry ook een aantal gastoptredens voor het team dat jaar. Het team onderging een wisselvallige start van het seizoen, maar stelde later orde op zaken toen het een één-twee behaalde in Argentinië, met Kankkunen die voor het eerst sinds vijf jaar weer een overwinning boekte in het WK. Burns won het daaropvolgende evenement in Griekenland, en manifesteerde zich in de loop van het seizoen tot de kopman binnen het team. Kankkunen greep nog naar een laatste carrière-overwinning in zijn thuisrally in Finland, maar Burns wist nog lange tijd kans te houden op een rijderstitel, die hij uiteindelijk in de voorlaatste ronde van het kampioenschap verloor aan zijn voormalig teamgenoot bij Mitsubishi - Tommi Mäkinen, die bij deze zijn vierde en laatste wereldtitel kon vieren. Subaru maakte tevens een sprong in het constructeurskampioenschap, nu het bestek wist te leggen op de tweede plaats. Met Burns en Kankkunen hield Subaru in het seizoen 2000 hun line-up in identieke vorm, maar waarin het duidelijk werd dat Kankkunen zich nog maar moeilijk kon meten met zijn teamgenoot. Ondanks een sporadische podiumfinish, won de Fin geen rally dat jaar in tegenstelling tot de vier van Burns, die wederom een rol kreeg in de titelstrijd, maar ondanks een noodzakelijke overwinning in de laatste ronde van het kampioenschap in Groot-Brittannië het ditmaal verloor aan Peugeot-rijder Marcus Grönholm en wederom tweede eindigde.

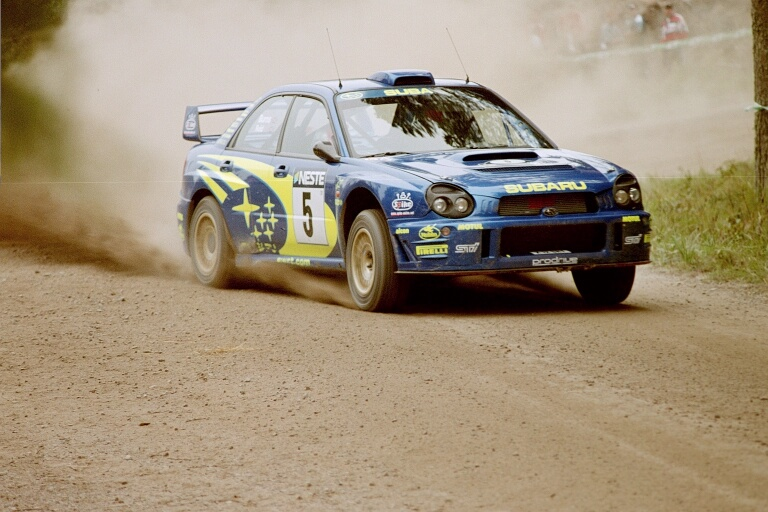
Richard Burns in Finland 2001

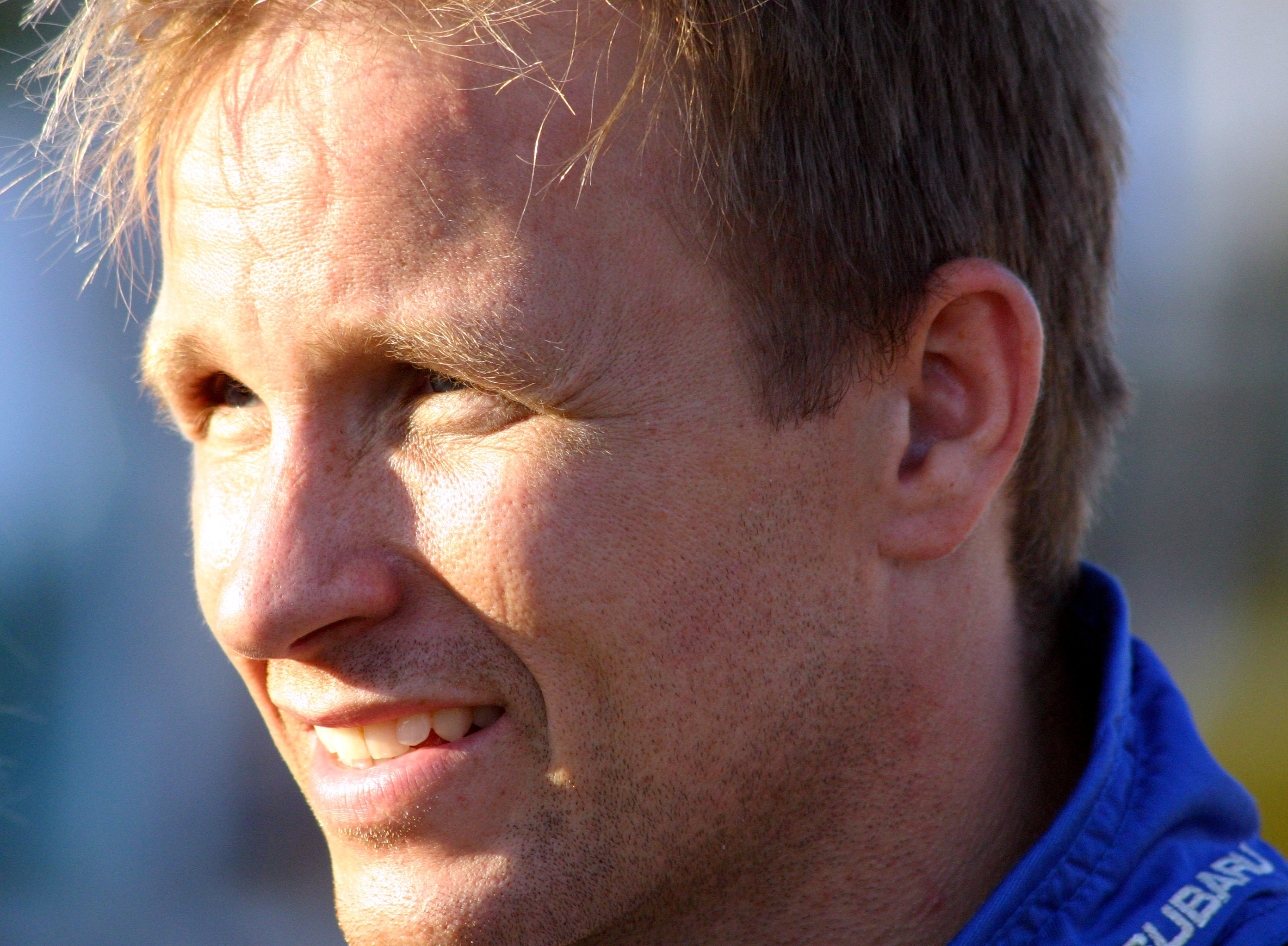
Petter Solberg werd in 2003 met Subaru wereldkampioen

Burns kreeg in het seizoen 2001 een duidelijke nummer één-status binnen het team van Subaru, nu met het vertrek van Juha Kankkunen en de komst van de jongelingen Petter Solberg en Markko Märtin. Subaru introduceerde dat jaar een geheel nieuwe versie van de Impreza WRC, waarmee het echter een moeizame start kende, waarin Burns slechts drie punten uit de eerste vier optredens op naam schreef. Het vervolg was bemoedigender, met twee podiumfinishes als tweede achter oud Subaru-rijder Colin McRae in Argentinië en Cyprus, maar een ongelukkige opgave in Griekenland, waarin echter teamgenoot Solberg met een tweede plaats zijn eerste podiumfinish kon vieren. Voor Burns wisselde het seizoen zich verder af met nuttige punten-finishes en tegelijkertijd ook opgaves, maar kon wel een enkele overwinning boeken in Nieuw-Zeeland. Het rijderskampioenschap kon ingaand van de afsluitende wedstrijd in Groot-Brittannië op papier nog door vier rijders gewonnen worden, waaronder ook Burns. Toen directe concurrenten McRae, Mäkinen en later ook Sainz allen uitvielen, kon Burns consolideren en wist hij met een derde plaats zijn eerste rijderstitel binnen te slepen en voor Subaru de eerste sinds 1995. Het team van Subaru moest echter wel het nakijken geven in het constructeurskampioenschap, waarin het nu slechts als vierde eindigde. Burns verliet Subaru voor het seizoen 2002 en werd vervangen door viervoudig wereldkampioen Tommi Mäkinen, die tot dan toe al zijn successen had geboekt bij Mitsubishi. Petter Solberg werd dat jaar de vaste tweede rijder binnen het team. Mäkinen wist meteen zijn stempel te drukken door de openingsronde in Monte Carlo te winnen, Subaru´s eerste overwinning op asfalt sinds 1998. Na dit resultaat ontstond er echter een flinke teruggang in Mäkinens resultaten, terwijl Solberg gedurende het seizoen een opmars kende in het kampioenschap, dat werd beloond met een overwinning in de afsluitende ronde in Groot-Brittannië en een sterke maar tegelijkertijd nauwe tweede plaats in het rijderskampioenschap, weliswaar met flinke achterstand op wereldkampioen Marcus Grönholm. Subaru bleef voor het seizoen 2003 aan met rijders Mäkinen en Solberg, maar wederom kende Mäkinen een moeizaam seizoen en hij trok daar halverwege het jaar zijn conclusies uit en besloot zijn carrière na dat seizoen te beëindigen. Solberg was daarentegen wederom een revelatie en greep met vier overwinningen naar de wereldtitel, weliswaar met slechts één punt voorsprong op Citroën-rijder Sébastien Loeb. Subaru moest het echter wederom gelden in de strijd bij de constructeurs, nu eindigend als derde.
Regerend wereldkampioen Petter Solberg kreeg in seizoen 2004 de jonge Finse rijder Mikko Hirvonen als zijn nieuwe teamgenoot. Solberg wist zijn titel niet succesvol te verdedigen, maar hield aan het seizoen wel vijf overwinningen over en ditmaal een tweede plaats in het rijderskampioenschap, terwijl teamgenoot Hirvonen een moeilijk seizoen kende en daarmee de teamleiding niet mee wist te overtuigen om hem te tekenen voor het daaropvolgende seizoen 2005. Bij de constructeurs wist Subaru wederom niet verder te komen dan een derde plaats. Subaru ging in 2005 met Solberg verder als hun kopman, maar het team zag dat jaar in de komst van Chris Atkinson en Stéphane Sarrazin twee nieuwe rijders, de laatst genoemde die geselecteerde evenementen voor de fabrieksinschrijving ging afwerken. Solberg onderging een goede start aan het seizoen, met twee overwinningen uit de eerste drie wedstrijden. De rest van het seizoen verliep echter minder voor de Noor, mede door wat ongelukkige momenten. Hij won ook nog in Groot-Brittannië, wat tot op heden nog steeds Subaru´s laatste overwinning in het WK markeert, en eindigde ook dit seizoen als tweede in de titelstrijd bij de rijders, terwijl Subaru niet verder kwam dan een vierde plaats in het constructeurskampioenschap.

### 2006-2008: Terugval en einde

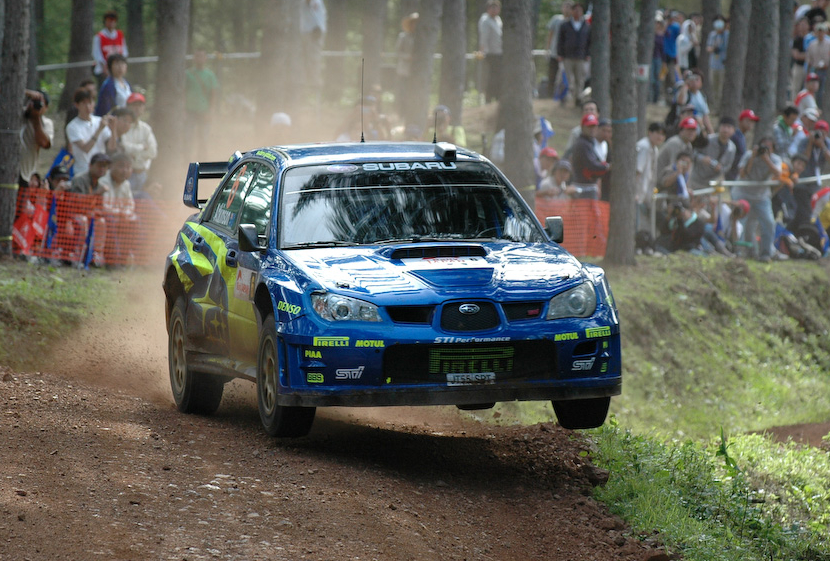
Chris Atkinson in Japan 2006

Subaru kwam aan het begin van het seizoen 2006 met een vernieuwde Impreza WRC aan de start. Het team hield zich aan dezelfde rijders line-up als het jaar daarvoor, echter nam Sarrazin nu deel aan een beperkter programma dan het jaar daarvoor. Kopman Petter Solberg behaalde in de eerste zes optredens nog twee podiumfinishes als tweede, maar de rest van het seizoen liep dramatisch uit voor de Noor en tweede plaats in Australië en een derde plaats in de afsluitende ronde in Groot-Brittannië was enkel nog een schrale troost voor een mislukt seizoen voor Subaru, waarin het voor het eerst sinds het seizoen 1992 geen overwinning wist te scoren, aangezien ook Atkinson en Sarrazin zich niet wisten te onderscheiden gedurende het seizoen. Subaru wist zich dat jaar weer te scharen op een derde plaats in het kampioenschap voor constructeurs. Subaru hoopte voor het seizoen 2007 hun oude vorm te kunnen herpakken. Solberg leidde wederom de WK-campagne, terwijl Sarrazin het team verliet, waardoor Atkinson de vaste tweede rijder binnen het team werd. In de eerste helft van het seizoen wist alleen Solberg op het podium te eindigen met een tweede plaats in Portugal en een derde plaats in Griekenland, terwijl het beste resultaat op asfalt op naam van Atkinson kwam, met een vierde plaats tijdens de openingsronde in Monte Carlo. In de tweede helft van het seizoen voegde de Spanjaard Xavier Pons zich bij het team als derde rijder. Een grote indruk liet hij echter niet achter, terwijl ook Solberg en Atkinson weinig tot geen vooruitgang wisten te boeken. Solberg werd de best geplaatste rijder in het kampioenschap, met een zesde plaats weliswaar eindigend buiten de top vijf. Mede wegens het gebrek aan constructeurs, wist Subaru toch nog als derde te eindigen in het gelijknamige kampioenschap.

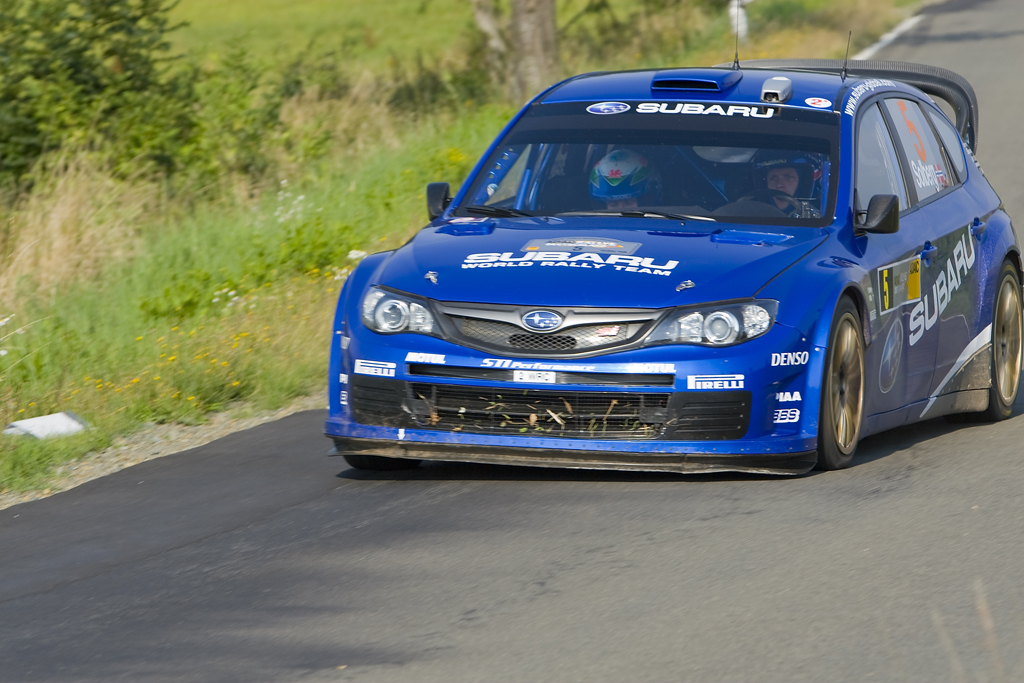
Solbergs hatchback Impreza WRC in Duitsland 2008

Subaru begon aan het seizoen 2008 nog met de alombekende Impreza sedan-model, waarmee het wederom een zuinige start onderging, alhoewel Atkinson met een aantal podiumplaatsen ditmaal over de bovenliggende hand beschikte. Tijdens de Griekse Acropolis Rally kwam Subaru echter met een radicaal model aanzetten, de nieuwe Impreza die als hatchback-model werd ontworpen. Het debuut leek overtuigend te zijn, toen Solberg de auto naar een tweede plaats wist te rijden. De rest van het seizoen zag echter geen grote vooruitgang ondanks een derde plaats van Atkinson in Finland en een reeks aan finishes binnen de punten van Solberg. Terwijl Atkinson nu Solberg versloeg in de stand om het rijderskampioenschap, moest Subaru zich wederom met een te grote marge scharen achter Citroën en Ford in het constructeurskampioenschap.
Op 16 december 2008 kondigde Subaru aan dat zij zich terugtrokken uit het Wereldkampioenschap Rally. Als officiële reden kwam naar buiten dat de wereldwijde economische crisis en het vervolgend effect op de auto industrie een groot aandeel heeft gehad op het maken van deze beslissing.

## Overzicht

### Resultaten in WK
- Enkel (semi)fabrieksingeschreven resultaten zijn meegeteld

| Seizoen | Inschrijving                  | Auto                                | Rijders           | 1   | 2   | 3   | 4   | 5   | 6   | 7   | 8   | 9   | 10  | 11  | 12  | 13  | 14  | 15  | 16  | Pos | Punten |
| ------- | ----------------------------- | ----------------------------------- | ----------------- | --- | --- | --- | --- | --- | --- | --- | --- | --- | --- | --- | --- | --- | --- | --- | --- | --- | ------ |
| 1985    | Subaru Motor Sport            | Subaru Leone RX Turbo               |                   | MON | SWE | POR | KEN | FRA | GRE | NZL | ARG | FIN | ITA | CIV | GBR |     |     |     |     | 12  | 20     |
| 1985    | Subaru Motor Sport            | Subaru Leone RX Turbo               | Mike Kirkland     |     |     |     |     |     |     | 12  |     |     |     |     |     |     |     |     |     | 12  | 20     |
| 1985    | Subaru Motor Sport            | Subaru Leone RX Turbo               | Possum Bourne     |     |     |     |     |     |     | 8   |     |     |     |     |     |     |     |     |     | 12  | 20     |
| 1985    | Subaru Motor Sport            | Subaru Leone RX Turbo               | Tony Teesdale     |     |     |     |     |     |     | 10  |     |     |     |     |     |     |     |     |     | 12  | 20     |
| 1985    | Subaru Motor Sport            | Subaru Leone RX Turbo               | Frank Tundo       |     |     |     |     |     |     | 13  |     |     |     |     |     |     |     |     |     | 12  | 20     |
| 1986    | Fuji Heavy Industries         | Subaru RX Turbo                     |                   | MON | SWE | POR | KEN | FRA | GRE | NZL | ARG | FIN | CIV | ITA | GBR | USA |     |     |     | 8   | 13     |
| 1986    | Fuji Heavy Industries         | Subaru RX Turbo                     | Mike Kirkland     |     |     |     | 6   |     |     | NF  |     |     |     |     |     |     |     |     |     | 8   | 13     |
| 1986    | Fuji Heavy Industries         | Subaru RX Turbo                     | Possum Bourne     |     |     |     | NF  |     |     | NF  |     |     |     |     |     |     |     |     |     | 8   | 13     |
| 1986    | Fuji Heavy Industries         | Subaru RX Turbo                     | Frank Tundo       |     |     |     | 7   |     |     | NF  |     |     |     |     |     |     |     |     |     | 8   | 13     |
| 1987    | Fuji Heavy Industries         | Subaru RX Turbo                     |                   | MON | SWE | POR | KEN | FRA | GRE | USA | NZL | ARG | FIN | CIV | ITA | GBR |     |     |     | 10  | 12     |
| 1987    | Fuji Heavy Industries         | Subaru RX Turbo                     | Ari Vatanen       |     |     |     | 10  |     |     |     |     |     |     |     |     |     |     |     |     | 10  | 12     |
| 1987    | Fuji Heavy Industries         | Subaru RX Turbo                     | Possum Bourne     |     |     |     | 11  |     |     |     |     |     |     |     |     |     |     |     |     | 10  | 12     |
| 1988    | Fuji Heavy Industries         | Subaru RX Turbo                     |                   | MON | SWE | POR | KEN | FRA | GRE | USA | NZL | ARG | FIN | CIV | ITA | GBR |     |     |     | 9   | 18     |
| 1988    | Fuji Heavy Industries         | Subaru RX Turbo                     | Possum Bourne     |     |     |     | 9   |     |     |     |     |     |     |     |     |     |     |     |     | 9   | 18     |
| 1989    | Subaru Technica International | Subaru RX Turbo                     |                   | SWE | MON | POR | KEN | FRA | GRE | NZL | ARG | FIN | AUS | CIV | ITA | GBR |     |     |     | 12  | 7      |
| 1989    | Subaru Technica International | Subaru RX Turbo                     | Possum Bourne     |     |     |     |     |     |     | NF  | NF  |     | 10  |     |     |     |     |     |     | 12  | 7      |
| 1989    | Subaru Technica International | Subaru RX Turbo                     | José Celsi        |     |     |     |     |     |     |     | NF  |     |     |     |     |     |     |     |     | 12  | 7      |
| 1990    | Subaru Technica International | Subaru Legacy RS                    |                   | MON | POR | KEN | FRA | GRE | NZL | ARG | FIN | AUS | ITA | CIV | GBR |     |     |     |     | 4   | 43     |
| 1990    | Subaru Technica International | Subaru Legacy RS                    | Markku Alén       |     |     | NF  |     | NF  |     |     | 4   |     | NF  |     | NF  |     |     |     |     | 4   | 43     |
| 1990    | Subaru Technica International | Subaru Legacy RS                    | Mike Kirkland     |     |     | NF  |     |     | NF  |     |     |     |     |     |     |     |     |     |     | 4   | 43     |
| 1990    | Subaru Technica International | Subaru Legacy RS                    | Possum Bourne     |     |     | NF  |     |     | 5   |     |     | 4   |     |     |     |     |     |     |     | 4   | 43     |
| 1990    | Subaru Technica International | Subaru Legacy RS                    | Jim Heather-Hayes |     |     | 6   |     |     |     |     |     |     |     |     |     |     |     |     |     | 4   | 43     |
| 1990    | Subaru Technica International | Subaru Legacy RS                    | François Chatriot |     |     |     |     |     |     |     |     |     | NF  |     |     |     |     |     |     | 4   | 43     |
| 1990    | Subaru Technica International | Subaru Legacy RS                    | Derek Warwick     |     |     |     |     |     |     |     |     |     |     |     | NF  |     |     |     |     | 4   | 43     |
| 1991    | Subaru Rally Team Europe      | Subaru Legacy RS                    |                   | MON | SWE | POR | KEN | FRA | GRE | NZL | ARG | FIN | AUS | ITA | CIV | ESP | GBR |     |     | 6   | 42     |
| 1991    | Subaru Rally Team Europe      | Subaru Legacy RS                    | Markku Alén       |     | 3   | 5   |     |     | NF  | 4   |     | NF  | 4   |     |     |     | NF  |     |     | 6   | 42     |
| 1991    | Subaru Rally Team Europe      | Subaru Legacy RS                    | François Chatriot |     | 19  | 6   |     | 9   |     |     |     |     |     |     |     |     |     |     |     | 6   | 42     |
| 1991    | Subaru Rally Team Europe      | Subaru Legacy RS                    | Possum Bourne     |     |     |     |     |     |     |     |     |     | NF  |     |     |     |     |     |     | 6   | 42     |
| 1991    | Subaru Rally Team Europe      | Subaru Legacy RS                    | Ari Vatanen       |     |     |     |     |     |     |     |     |     |     |     |     |     | 5   |     |     | 6   | 42     |
| 1991    | Subaru Rally Team Europe      | Subaru Legacy RS                    | Colin McRae       |     |     |     |     |     |     |     |     |     |     |     |     |     | NF  |     |     | 6   | 42     |
| 1992    | Subaru Rally Team Europe      | Subaru Legacy RS                    |                   | MON | SWE | POR | KEN | FRA | GRE | NZL | ARG | FIN | AUS | ITA | CIV | ESP | GBR |     |     | 4   | 60     |
| 1992    | Subaru Rally Team Europe      | Subaru Legacy RS                    | Ari Vatanen       |     | NF  |     |     |     | NF  | NF  |     | 4   | NF  |     |     |     | 2   |     |     | 4   | 60     |
| 1992    | Subaru Rally Team Europe      | Subaru Legacy RS                    | Colin McRae       |     | 2   |     |     |     | 4   | NF  |     | 8   |     |     |     |     | 6   |     |     | 4   | 60     |
| 1993    | 555 Subaru World Rally Team   | Subaru Legacy RS Subaru Impreza 555 |                   | MON | SWE | POR | KEN | FRA | GRE | ARG | NZL | FIN | AUS | ITA | ESP | GBR |     |     |     | 3   | 112    |
| 1993    | 555 Subaru World Rally Team   | Subaru Legacy RS Subaru Impreza 555 | Ari Vatanen       |     |     |     |     |     | NF  |     | NF  | 2   | 2   |     |     | 5   |     |     |     | 3   | 112    |
| 1993    | 555 Subaru World Rally Team   | Subaru Legacy RS Subaru Impreza 555 | Colin McRae       |     | 3   | 7   |     | 5   | NF  |     | 1   |     | 6   |     |     | NF  |     |     |     | 3   | 112    |
| 1993    | 555 Subaru World Rally Team   | Subaru Legacy RS Subaru Impreza 555 | Hannu Mikkola     |     | NF  |     |     |     |     |     |     |     |     |     |     |     |     |     |     | 3   | 112    |
| 1993    | 555 Subaru World Rally Team   | Subaru Legacy RS Subaru Impreza 555 | Markku Alén       |     |     | 4   |     |     |     |     |     | NF  |     |     |     |     |     |     |     | 3   | 112    |
| 1993    | 555 Subaru World Rally Team   | Subaru Legacy RS Subaru Impreza 555 | Possum Bourne     |     |     |     |     |     |     |     | 6   |     | NF  |     |     |     |     |     |     | 3   | 112    |
| 1993    | 555 Subaru World Rally Team   | Subaru Legacy RS Subaru Impreza 555 | Richard Burns     |     |     |     |     |     |     |     |     |     |     |     |     | 7   |     |     |     | 3   | 112    |
| 1993    | 555 Subaru World Rally Team   | Subaru Legacy RS Subaru Impreza 555 | Alister McRae     |     |     |     |     |     |     |     |     |     |     |     |     | 10  |     |     |     | 3   | 112    |
| 1994    | 555 Subaru World Rally Team   | Subaru Impreza 555                  |                   | MON | SWE | POR | KEN | FRA | GRE | ARG | NZL | FIN | AUS | ITA | ESP | GBR |     |     |     | 2   | 140    |
| 1994    | 555 Subaru World Rally Team   | Subaru Impreza 555                  | Carlos Sainz      | 3   |     | 4   |     | 2   | 1   | 2   | NF  | 3   |     | 2   |     | NF  |     |     |     | 2   | 140    |
| 1994    | 555 Subaru World Rally Team   | Subaru Impreza 555                  | Colin McRae       | 10  |     | NF  |     | NF  | NF  | NF  | 1   |     | 1   | 5   |     | 1   |     |     |     | 2   | 140    |
| 1994    | 555 Subaru World Rally Team   | Subaru Impreza 555                  | Possum Bourne     |     |     |     |     |     |     |     | NF  |     | 4   |     |     |     |     |     |     | 2   | 140    |
| 1994    | 555 Subaru World Rally Team   | Subaru Impreza 555                  | Richard Burns     |     |     |     |     |     |     |     | NF  |     | 5   |     |     | NF  |     |     |     | 2   | 140    |
| 1995    | 555 Subaru World Rally Team   | Subaru Impreza 555                  |                   | MON | SWE | POR | KEN | FRA | GRE | NZL | ARG | FIN | AUS | ITA | ESP | GBR |     |     |     | 1   | 350    |
| 1995    | 555 Subaru World Rally Team   | Subaru Impreza 555                  | Carlos Sainz      | 1   | NF  | 1   |     | 4   |     |     |     |     | NF  |     | 1   | 2   |     |     |     | 1   | 350    |
| 1995    | 555 Subaru World Rally Team   | Subaru Impreza 555                  | Colin McRae       | NF  | NF  | 3   |     | 5   |     | 1   |     |     | 2   |     | 2   | 1   |     |     |     | 1   | 350    |
| 1995    | 555 Subaru World Rally Team   | Subaru Impreza 555                  | Piero Liatti      | 8   |     |     |     | 6   |     |     |     |     |     |     | 3   |     |     |     |     | 1   | 350    |
| 1995    | 555 Subaru World Rally Team   | Subaru Impreza 555                  | Richard Burns     |     |     | 7   |     |     |     | NF  |     |     |     |     |     | 3   |     |     |     | 1   | 350    |
| 1995    | 555 Subaru World Rally Team   | Subaru Impreza 555                  | Possum Bourne     |     |     |     |     |     |     | 7   |     |     | NF  |     |     |     |     |     |     | 1   | 350    |
| 1996    | 555 Subaru World Rally Team   | Subaru Impreza 555                  |                   | MON | SWE | POR | KEN | FRA | INA | GRE | ARG | NZL | FIN | AUS | ITA | ESP | GBR |     |     | 1   | 401    |
| 1996    | 555 Subaru World Rally Team   | Subaru Impreza 555                  | Colin McRae       |     | 3   |     | 4   |     | NF  | 1   | NF  |     | NF  | 4   | 1   | 1   |     |     |     | 1   | 401    |
| 1996    | 555 Subaru World Rally Team   | Subaru Impreza 555                  | Kenneth Eriksson  |     | 5   |     | 2   |     | NF  | 5   | 3   | 2   | 5   | 2   | 5   | 7   |     |     |     | 1   | 401    |
| 1996    | 555 Subaru World Rally Team   | Subaru Impreza 555                  | Piero Liatti      |     | 12  |     | 5   |     | 2   | 4   | 7   | 3   |     | 7   | NF  | 2   |     |     |     | 1   | 401    |
| 1996    | 555 Subaru World Rally Team   | Subaru Impreza 555                  | Didier Auriol     |     | 10  |     |     |     |     |     |     |     |     |     |     |     |     |     |     | 1   | 401    |
| 1997    | 555 Subaru World Rally Team   | Subaru Impreza WRC                  |                   | MON | SWE | KEN | POR | ESP | FRA | ARG | GRE | NZL | FIN | INA | ITA | AUS | GBR |     |     | 1   | 114    |
| 1997    | 555 Subaru World Rally Team   | Subaru Impreza WRC                  | Colin McRae       | NF  | 4   | 1   | NF  | 4   | 1   | 2   | NF  | NF  | NF  | NF  | 1   | 1   | 1   |     |     | 1   | 114    |
| 1997    | 555 Subaru World Rally Team   | Subaru Impreza WRC                  | Kenneth Eriksson  |     | 1   | NF  | NF  |     |     | 3   | NF  | 1   | NF  | 3   |     | NF  | NF  |     |     | 1   | 114    |
| 1997    | 555 Subaru World Rally Team   | Subaru Impreza WRC                  | Piero Liatti      | 1   |     |     |     | 2   | 5   |     |     |     |     |     | 2   |     | 7   |     |     | 1   | 114    |
| 1998    | 555 Subaru World Rally Team   | Subaru Impreza WRC                  |                   | MON | SWE | KEN | POR | ESP | FRA | ARG | GRE | NZL | FIN | ITA | AUS | GBR |     |     |     | 3   | 65     |
| 1998    | 555 Subaru World Rally Team   | Subaru Impreza WRC                  | Colin McRae       | 3   | NF  | NF  | 1   | NF  | 1   | 5   | 1   | 5   | NF  | 3   | 4   | NF  |     |     |     | 3   | 65     |
| 1998    | 555 Subaru World Rally Team   | Subaru Impreza WRC                  | Piero Liatti      | 4   | 9   | NF  | 6   | NF  | 3   | 6   | 6   | 6   |     | 2   | NF  |     |     |     |     | 3   | 65     |
| 1998    | 555 Subaru World Rally Team   | Subaru Impreza WRC                  | Kenneth Eriksson  |     | 4   |     |     |     |     |     |     |     |     |     |     |     |     |     |     | 3   | 65     |
| 1998    | 555 Subaru World Rally Team   | Subaru Impreza WRC                  | Jarmo Kytölehto   |     |     |     |     |     |     |     |     |     | 8   |     |     |     |     |     |     | 3   | 65     |
| 1998    | 555 Subaru World Rally Team   | Subaru Impreza WRC                  | Alister McRae     |     |     |     |     |     |     |     |     |     |     |     |     | NF  |     |     |     | 3   | 65     |
| 1998    | 555 Subaru World Rally Team   | Subaru Impreza WRC                  | Ari Vatanen       |     |     |     |     |     |     |     |     |     |     |     |     | NF  |     |     |     | 3   | 65     |
| 1999    | Subaru World Rally Team       | Subaru Impreza WRC                  |                   | MON | SWE | KEN | POR | ESP | FRA | ARG | GRE | NZL | FIN | CHN | ITA | AUS | GBR |     |     | 2   | 105    |
| 1999    | Subaru World Rally Team       | Subaru Impreza WRC                  | Richard Burns     | 8   | 5   | NF  | 4   | 5   | 7   | 2   | 1   | NF  | 2   | 2   | NF  | 1   | 1   |     |     | 2   | 105    |
| 1999    | Subaru World Rally Team       | Subaru Impreza WRC                  | Juha Kankkunen    | 2   | 6   | NF  | NF  | 6   |     | 1   | NF  | 2   | 1   | 4   | 6   | NF  | 2   |     |     | 2   | 105    |
| 1999    | Subaru World Rally Team       | Subaru Impreza WRC                  | Bruno Thiry       | 5   | 10  | NF  | 6   | 7   | NF  |     |     |     |     |     |     |     |     |     |     | 2   | 105    |
| 2000    | Subaru World Rally Team       | Subaru Impreza WRC                  |                   | MON | SWE | KEN | POR | ESP | ARG | GRE | NZL | FIN | CYP | FRA | ITA | AUS | GBR |     |     | 3   | 88     |
| 2000    | Subaru World Rally Team       | Subaru Impreza WRC                  | Richard Burns     | NF  | 5   | 1   | 1   | 2   | 1   | NF  | NF  | NF  | 4   | 4   | NF  | 2   | 1   |     |     | 3   | 88     |
| 2000    | Subaru World Rally Team       | Subaru Impreza WRC                  | Juha Kankkunen    | 3   | 6   | 2   | NF  | NF  | 4   | 3   | NF  | 8   | 7   |     |     | NF  | 5   |     |     | 3   | 88     |
| 2000    | Subaru World Rally Team       | Subaru Impreza WRC                  | Simon Jean-Joseph |     |     |     |     |     |     |     |     |     |     | 7   | 7   |     |     |     |     | 3   | 88     |
| 2000    | Subaru World Rally Team       | Subaru Impreza WRC                  | Petter Solberg    |     |     |     |     |     |     |     |     |     |     |     |     | NF  | NF  |     |     | 3   | 88     |
| 2001    | Subaru World Rally Team       | Subaru Impreza WRC                  |                   | MON | SWE | POR | ESP | ARG | CYP | GRE | KEN | FIN | NZL | ITA | FRA | AUS | GBR |     |     | 4   | 66     |
| 2001    | Subaru World Rally Team       | Subaru Impreza WRC                  | Richard Burns     | NF  | 16  | 4   | 7   | 2   | 2   | NF  | NF  | 2   | 1   | NF  | 4   | 2   | 3   |     |     | 4   | 66     |
| 2001    | Subaru World Rally Team       | Subaru Impreza WRC                  | Petter Solberg    | NF  | 6   | NF  | NF  | 5   | NF  | 2   | NF  | 7   | 7   | 9   | 5   | 7   | NF  |     |     | 4   | 66     |
| 2001    | Subaru World Rally Team       | Subaru Impreza WRC                  | Markko Märtin     | NF  | 12  | NF  | NF  |     |     | NF  |     | 5   |     | NF  | 6   |     | NF  |     |     | 4   | 66     |
| 2001    | Subaru World Rally Team       | Subaru Impreza WRC                  | Toshi Arai        |     |     | NF  |     | 8   | 4   | NF  | NF  |     | 14  | NF  | NF  | NF  | 10  |     |     | 4   | 66     |
| 2002    | 555 Subaru World Rally Team   | Subaru Impreza WRC                  |                   | MON | SWE | FRA | ESP | CYP | ARG | GRE | KEN | FIN | GER | ITA | NZL | AUS | GBR |     |     | 3   | 67     |
| 2002    | 555 Subaru World Rally Team   | Subaru Impreza WRC                  | Tommi Mäkinen     | 1   | NF  | NF  | NF  | 3   | NF  | NF  | NF  | 6   | 7   | NF  | 3   | DSQ | 4   |     |     | 3   | 67     |
| 2002    | 555 Subaru World Rally Team   | Subaru Impreza WRC                  | Petter Solberg    | 6   | NF  | 5   | 5   | 5   | 2   | 5   | NF  | 3   | NF  | 3   | NF  | 3   | 1   |     |     | 3   | 67     |
| 2002    | 555 Subaru World Rally Team   | Subaru Impreza WRC                  | Toshi Arai        |     |     |     |     |     |     | 13  |     |     | NF  |     |     |     |     |     |     | 3   | 67     |
| 2002    | 555 Subaru World Rally Team   | Subaru Impreza WRC                  | Achim Mörtl       |     |     |     |     |     |     |     |     |     | NF  | NF  |     |     |     |     |     | 3   | 67     |
| 2003    | 555 Subaru World Rally Team   | Subaru Impreza WRC                  |                   | MON | SWE | TUR | NZL | ARG | GRE | CYP | GER | FIN | AUS | ITA | FRA | ESP | GBR |     |     | 3   | 109    |
| 2003    | 555 Subaru World Rally Team   | Subaru Impreza WRC                  | Petter Solberg    | NF  | 6   | NF  | 3   | 5   | 3   | 1   | 8   | 2   | 1   | NF  | 1   | 5   | 1   |     |     | 3   | 109    |
| 2003    | 555 Subaru World Rally Team   | Subaru Impreza WRC                  | Tommi Mäkinen     | NF  | 2   | 8   | 7   | NF  | 5   | NF  | NF  | 6   | 6   | 10  | 7   | 8   | 3   |     |     | 3   | 109    |
| 2004    | 555 Subaru World Rally Team   | Subaru Impreza WRC                  |                   | MON | SWE | MEX | NZL | CYP | GRE | TUR | ARG | FIN | GER | JPN | GBR | ITA | FRA | ESP | AUS | 3   | 122    |
| 2004    | 555 Subaru World Rally Team   | Subaru Impreza WRC                  | Petter Solberg    | 7   | 3   | 4   | 1   | 4   | 1   | 3   | NF  | NF  | NF  | 1   | 1   | 1   | 5   | 5   | NF  | 3   | 122    |
| 2004    | 555 Subaru World Rally Team   | Subaru Impreza WRC                  | Mikko Hirvonen    | NF  | 9   | 5   | 7   | 5   | NF  | 6   | 4   | NF  | 8   | 7   | 7   | NF  | 10  | 8   | 4   | 3   | 122    |
| 2005    | Subaru World Rally Team       | Subaru Impreza WRC                  |                   | MON | SWE | MEX | NZL | ITA | CYP | TUR | GRE | ARG | FIN | GER | GBR | JPN | FRA | ESP | AUS | 4   | 97     |
| 2005    | Subaru World Rally Team       | Subaru Impreza WRC                  | Petter Solberg    | NF  | 1   | 1   | 3   | 2   | NF  | 2   | 9   | 3   | 4   | 7   | 1   | NF  | 3   | 13  | NF  | 4   | 97     |
| 2005    | Subaru World Rally Team       | Subaru Impreza WRC                  | Stéphane Sarrazin | 14  | 13  |     |     | 12  |     |     | 13  |     |     | 8   | NF  |     | 4   | NF  |     | 4   | 97     |
| 2005    | Subaru World Rally Team       | Subaru Impreza WRC                  | Chris Atkinson    |     | 19  | NF  | 7   | 18  | 10  | 24  | NF  | 9   | NF  | 11  | 38  | 3   | NF  | 9   | 4   | 4   | 97     |
| 2006    | Subaru World Rally Team       | Subaru Impreza WRC                  |                   | MON | SWE | MEX | ESP | FRA | ARG | ITA | GRE | GER | FIN | JPN | CYP | TUR | AUS | NZL | GBR | 3   | 106    |
| 2006    | Subaru World Rally Team       | Subaru Impreza WRC                  | Petter Solberg    | NF  | NF  | 2   | 7   | 11  | 2   | 9   | 7   | NF  | NF  | 7   | 8   | 13  | 2   | 6   | 3   | 3   | 106    |
| 2006    | Subaru World Rally Team       | Subaru Impreza WRC                  | Chris Atkinson    | 6   | 11  | 7   | 11  | 13  | 6   | 10  | 11  | 8   | 13  | 4   | 9   | 6   | 9   | NF  | 6   | 3   | 106    |
| 2006    | Subaru World Rally Team       | Subaru Impreza WRC                  | Stéphane Sarrazin | 5   |     |     | 8   | 8   |     |     |     | NF  |     |     |     |     |     |     |     | 3   | 106    |
| 2006    | Subaru World Rally Team       | Subaru Impreza WRC                  | Toshi Arai        |     |     |     |     |     |     |     |     |     |     | 6   |     |     |     |     |     | 3   | 106    |
| 2007    | Subaru World Rally Team       | Subaru Impreza WRC                  |                   | MON | SWE | NOR | MEX | POR | ARG | ITA | GRE | FIN | GER | NZL | ESP | FRA | JPN | IRE | GBR | 3   | 87     |
| 2007    | Subaru World Rally Team       | Subaru Impreza WRC                  | Petter Solberg    | 6   | NF  | 4   | NF  | 2   | NF  | 5   | 3   | NF  | 6   | 7   | 6   | 5   | 16  | 5   | 4   | 3   | 87     |
| 2007    | Subaru World Rally Team       | Subaru Impreza WRC                  | Chris Atkinson    | 4   | 8   | 19  | 5   | NF  | 7   | 10  | 6   | 4   | 15  | 4   | 8   | 6   | NF  | 42  | 7   | 3   | 87     |
| 2007    | Subaru World Rally Team       | Subaru Impreza WRC                  | Xavier Pons       |     |     |     |     |     |     |     |     | 6   | 18  | NF  | 9   | 8   | 35  | NF  | 9   | 3   | 87     |
| 2008    | Subaru World Rally Team       | Subaru Impreza WRC                  |                   | MON | SWE | MEX | ARG | JOR | ITA | GRE | TUR | FIN | GER | NZL | ESP | FRA | JPN | GBR |     | 3   | 98     |
| 2008    | Subaru World Rally Team       | Subaru Impreza WRC                  | Petter Solberg    | 5   | 4   | 11  | NF  | NF  | 10  | 2   | 6   | 6   | 5   | 4   | 5   | 5   | 8   | 4   |     | 3   | 98     |
| 2008    | Subaru World Rally Team       | Subaru Impreza WRC                  | Chris Atkinson    | 3   | 21  | 2   | 2   | 3   | 6   | NF  | 13  | 3   | 6   | NF  | 7   | 6   | 4   | NF  |     | 3   | 98     |
| 2008    | Subaru World Rally Team       | Subaru Impreza WRC                  | Brice Tirabassi   |     |     |     |     |     |     |     |     |     |     |     | 10  | NF  |     |     |     | 3   | 98     |